# Baskettermer
Baskettermer är olika termer som används inom bollsporten basket.

## Ankle breaker
Ankle breaker innebär att en spelare dribblar så snabbt att motspelaren faller.

## Screen, skärm eller blockering
En screen (även kallad skärm eller blockering) sätts av anfallare utan boll i basket. Meningen med en screen är att blockera en medspelares försvarare och på så sätt skapa en fri spelare några sekunder. Screens används i nästan alla anfall och är ett effektivt sätt för anfallande lag att få en spelare fri. Vid en screen måste en spelare befinna sig inom sin cylinder och stå stilla. Om spelaren inte står stilla vid en screensättning bedöms det som en foul.

## Swish
En swish är när man skjuter bollen i korgen utan att ta i ringen eller i plankan.

## Traila
Att traila är att följa efter den som driver upp bollen och skydda för snabba kontringar, man skall även ge passningsalternativ bakåt om motståndarna pressar på bollhållaren.

## V-cut eller försteg
När man gör ett V-cut flyttar man tyngden på ena foten för att få motståndaren i obalans, sedan skjuter man ifrån för att få ett kort tomrum där man kan ta emot en passning; att tima en passning till att komma i det tomrummet kräver mycket erfarenhet. 